# Lode Laperre
Lode Laperre (Kortrijk, 25 oktober 1966) is een Belgisch beeldend kunstenaar die leeft en werkt in Deinze. Hij maakt schilderijen, sculpturen, tekeningen en installaties.

## Biografie
Lode Laperre groeit op in Otegem, een deelgemeente van Zwevegem in West-Vlaanderen. Van in zijn prille jeugd wordt hij door zijn vader geïntroduceerd in de plastische kunsten. Tijdens museumbezoeken ontdekt hij het werk van onder meer Edouard Manet, Vincent van Gogh, Paul Klee, die zijn interesse voor de schilderkunst stimuleren. In een volgende fase komt de bewondering voor de kunstenaars van de Latemse School en voor de jongere internationale generatie met onder meer Antoni Tàpies, Jean Dubuffet en de Colorfieldpainting-schilders. 
Hij studeert plastische kunsten aan het Sint-Thomasinstituut te Brussel (1984-1987) en voltooit zijn opleiding als laureaat.
Tussen 1990 en 1995 wordt zijn werk meermaals bekroond. Hij wint onder meer de Kulturama Nationale Prijs voor Schilderkunst. Sindsdien is het veelzijdige oeuvre van Laperre steeds vaker te zien op zowel solo- als groepstentoonstellingen, aanvankelijk alleen in België, later ook in het buitenland. Voor filosoof Etienne Vermeersch is Lode Laperre het prototype van de ‘homo ludens’, de spelende mens.
‘Het fuseren van denken en doen geschiedt bij Lode Laperre op het podium van het doek, met de acrylverf als taal’, constateert Inge Braeckman. ‘Poreuze, lyrische abstracte beelden ontstaan, waarin beweging en tegenbeweging, vlekken, spatten, drippings  steeds weer uitmonden in een harmonieus beeldverbond.’
‘Schilderen is voor Lode Laperre een ideaal uitgangspunt om het anarchisme te omhelzen,’ schrijft Jan Van Herreweghe in ‘De emotionaliteit van de penseelvoering’. ‘Het is een vorm van dwarsliggerij, een universum waarbij wetten, regels en conventies mogen overboord gegooid worden. Hij realiseert zich dat hij meer en meer afstand neemt van het academische, dat hij het experiment koestert, dat hij het onesthetische en het onlogische binnen de schilderkunst aftast.’
Willem Elias, auteur van Aspecten van de Belgische kunst na '45  en van Moderne Kunst, heeft het over ‘de picturale staalkaarten van Laperre.’  ‘Het is alsof hij nog maar één schilderij gemaakt heeft en van plan is daar levenslang aan verder te werken. Een oeuvre uit een adem, als het ware. Een lange adem. Om dit creatieproces te beschrijven lijkt de beeldspraak van de zijdevlinder me verhelderend. Zijn oeuvre ontpopt zich letterlijk.(...) Zijn schilderijen vormen als honingraten, weliswaar met kleurverschillen zijn korf, zijn zelf  geconstrueerde existentiële universum, zijn wereld. Hij laat hierin de toeschouwer met graagte toe. Een uitnodiging op een ervaring van schilderkundig cocoonen.’

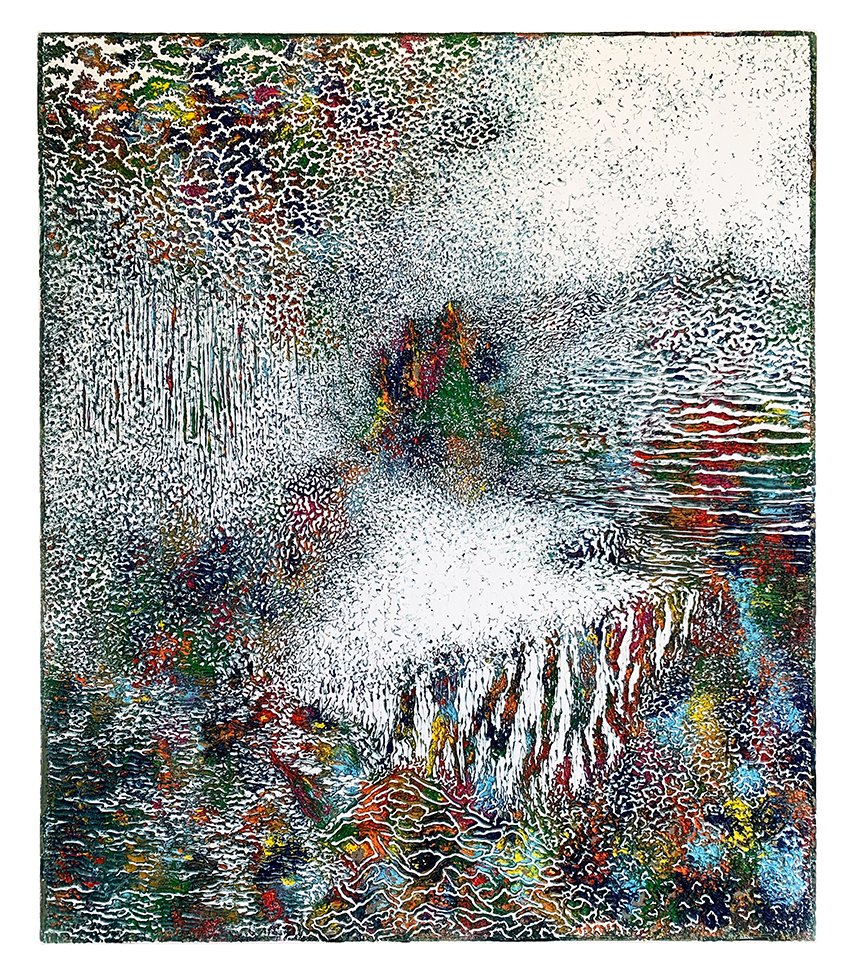
Asterom, acrylverf op canvas, 140 x 120 cm, 2022

‘Naar een doek van Laperre kijken is als naar een heraclitische rivier kijken. Hoelang je ook blijft kijken, nooit zal je tweemaal hetzelfde zien. Want bij een tweede blik is de eerste blik de onderlaag geworden van een palimpsest ingenomen door die tweede blik, wachtend op een derde, een vierde … blik om een nooit eindigende structuur te vormen.’ Jean-Paul van Bendeghem – filosoof.
In december 1998 reist Laperre voor het eerst naar Zuidoost-Azië waar hij in de ban komt van andere (beeld)culturen. Dit beïnvloedt zijn oeuvre waarin oosterse beeldelementen worden geïntegreerd. Schilderijen en sculpturen worden van dan af ook tentoongesteld in Azië (China, Taiwan en Thailand).
‘Zowel het oeuvre van Lode Laperre als zijn schilderpraktijk is nomadisch te noemen en dit in verschillende opzichten. Zijn artistiek parcours is niet vooraf uitgestippeld, evenmin als de precieze uitkomst van ieder individueel werk’, zegt Wim Lammertijn, conservator van het Museum van Deinze en de Leiestreek. ‘In zijn ontdekkingstocht heeft Laperre zich gaandeweg bevrijd van iedere vorm van lokale traditie en heeft hij – ondanks zijn respect voor de kunstgeschiedenis  van de eigen regio – het juk van de Leiestreek al snel van zich afgeworpen (...) Nomadisch wordt ook zijn manier van denken wanneer hij zich los van de wortels, openstelt voor andere indrukken en andere culturen. Het best gekend is zijn fascinatie voor de oosterse cultuur maar zijn blik is nog veel ruimer en voert hem doorheen alle eeuwen en windstreken.’
Zo zijn er in zijn werk referenties aan zijn afkomst, zoals de kalligrafie van zijn vader of patronen uit het textielbedrijf van zijn familie.  Naast schilderijen maakt Laperre ook gewassen inkttekeningen op papier volgens de traditionele Chinese methode. Hij creëert sculpturen uit verfresten die tijdens het schilderen worden gerecupereerd. Daarnaast maakt hij ook installaties.  ‘Soms lijkt het alsof hij als een steenkapper met een beitel aan de oppervlakte verf heeft weggebikt, zo schraal en droog ogen sommige partijen,’ constateert Eric Bracke in Zinnelijk abstract. ‘Eén enkele keer schraapt hij de verfresten van de vloer en kleeft ze met lijm op een doek. Andere verfresten voegt hij samen op een hoop en laat ze heel langzaam uitgroeien tot een verfsculptuur. ‘Coprolites of de fossiele uitwerpselen van mijn schilderijen’ noemt hij deze sculpturen die pas na jaren tot stand komen. Schilderen is inderdaad een breed begrip voor Lode Laperre.’

## Werk

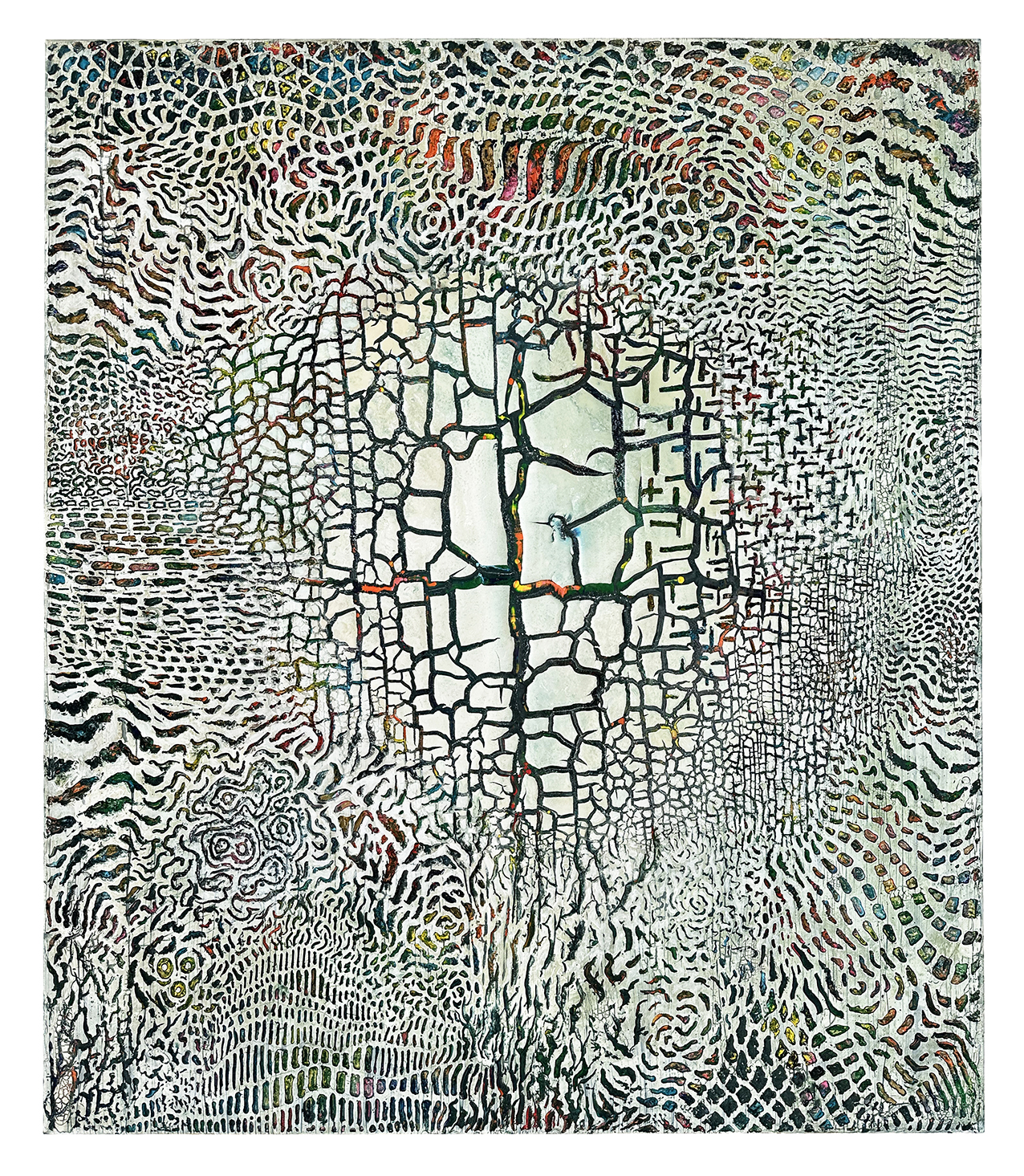
Thangka (Anagoge), acrylverf op canvas, 140 x 120 cm, 2024`

- In 2009 leidt de samenwerking met schrijver-filosoof Frans Boenders tot de publicatie van Textimonium, een uitgave waarin 20 schilderijen van Laperre inspelen op 20 gedichten van Boenders.
- In 2013, een kwarteeuw na zijn eerste solotentoonstelling wordt het boek Nexxus uitgegeven met een overzicht van Laperres artistieke loopbaan van 1988 tot 2013.
- In 2018 werkt Laperre voor het project Synaesthetics samen met de muzikanten van Ensemble Silakbo. Het project omvat naast een uitvoering van Quatuor pour la fin du temps van de Franse componist Olivier Messiaen ook de presentatie van 8 schilderijen. Bij het creëren van deze werken, geïnspireerd door de acht bewegingen uit de muzikale compositie, onderzoekt Laperre het fenomeen ‘synesthesie’. Het concert en de tentoonstelling gaan in première in het Trakart Museum & Cultural Centre in Plovdiv (Bulgarije). Synaesthetics wordt daarna ook gebracht op het festival Zomer van Antwerpen en in het Maaltebruggekasteel te Gent.
- Nog in 2018 wordt op het North Sea Jazz Festival in Rotterdam een solotentoonstelling georganiseerd met schilderijen van Laperre.
- In 2020 zet hij met curator Sven Vanderstichelen een uniek experiment op in de Bibliotheek Harelbeke. Een 20-tal tentoongestelde schilderijen van Laperre kunnen er, net zoals de boeken uit de bibliotheek, gratis ontleend worden. Het experiment loopt over een periode van 9 maanden met als doel de beeldende kunsten toegankelijker te maken en naar de huiskamers te loodsen.
- In de zomer van 2020 is Laperre een van de initiatiefnemers en medeorganisator van het evenement Artivirals in het Maaltebruggekasteel en -park te Gent. Artivirals bestaat uit een tentoonstelling met werk van beeldende kunstenaars over de coronacrisis en muzikale en literaire podiumacts. Dit project is gerealiseerd in samenwerking met HISK (Hoger Instituut voor Schone Kunsten).
- In 2020 en 2021 is Lode Laperre ook de initiatiefnemer en medeorganisator van Apollowlands. Dit tentoonstellingsproject met werk van kunstenaars uit België en Nederland schetst een apart beeld van de beeldende kunsten in de Lage Landen. Het evenement vindt plaats zowel in België (Harelbeke) als in Nederland (Assen).
- In 2024 worden het schilderij GeneraGaea IV en het sculptuur Coprolites I van Laperre opgenomen in de retrospectieve tentoonstelling “Emile Claus - Prins van het luminisme” in Mudel - Museum van Deinze en de Leiestreek.

## Individuele tentoonstellingen
- NeXXus - Lode Laperre - review - 2013>1988, Broft/vanderHorst Galleries (Den Haag, Nederland), 2013
- AnneXXus - Lode Laperre - review - 2013>1988, Maaltebruggekasteel (Gent, België), 2013
- NeXXus TWo - Lode Laperre - review, Geist-W gallery (Hsinchu, Taiwan), 2014
- Pearler, Per van der Horst [ modern_contemporary ] ( Taipei, Taiwan), 2015
- De-pict | De-posit, Per van der Horst [ modern_contemporary ] (Den Haag, Nederland), 2015
- Pictorion, Maaltebruggekasteel (Gent, België), 2016
- ChromoCryptic, Per van der Horst [ modern_contemporary ] (Taipei, Taiwan), 2016
- ChromoChronos, Geist-W gallery (Hsinchu, Taiwan), 2016
- QuasiQualia, Per van der Horst [ modern_contemporary ] (Den Haag, Nederland), 2016
- Petrichor, Bogert Gallery (Knokke - Het Zoute, België), 2017
- Cosmoses Cosmosis, Ruimte P60 (Assen, Nederland), 2017
- Repositorion Depositorion, Bob Smit gallery (Rotterdam, Nederland), 2018
- Synaesthetics, Trakart museum & cultural centre (Plovdiv, Bulgarije), 2018
- Synaesthetics (in extenso), Maaltebruggekasteel (Gent, België), 2018
- North Sea Jazz Art, Rotterdam Ahoy (Rotterdam, Nederland), 2018
- Synaesthetics / Zomer van Antwerpen, Zomerfabriek (Antwerpen, België), 2018
- Naevus, Galerie 10a (Otegem, België), 2019
- Paragonshi-Aeongonshi, Per van der Horst Gallery (Taipei, Taiwan), 2020
- For(m)a, Ruimte P60 (Assen, Nederland), 2020
- ART The Hague, duo show met Rudy Lanjouw, (Den Haag, Nederland), 2021
- Eidolon, Galerie 10a (Otegem, België), 2022
- Enargeia, Decentralized Art Club (Gent, België), 2022
- Infinity, Per van der Horst Gallery (Taipei, Taiwan), 2023
- Eon Eos, Edison Gallery (Lissabon, Portugal), 2023
- Sense(i), duo show met Yumiko Yoneda, Galerie 10a (Otegem, België), 2024

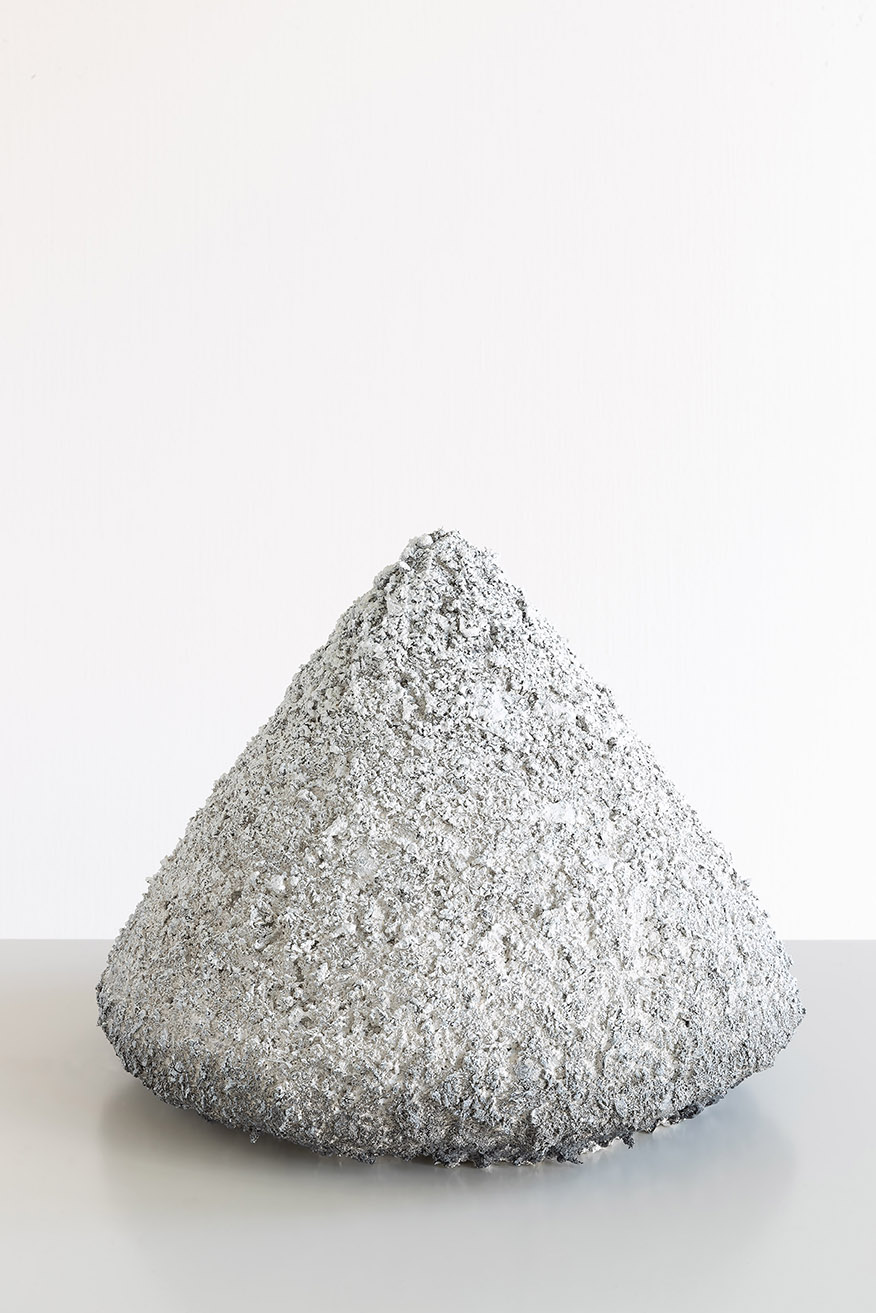
Coprolites XX (Ex Apex), acrylverf, 37 x 37 x 30 cm, 2024

## Groepstentoonstellingen
- Art at the Warehouse, Fenixloods (Rotterdam, Nederland), 2013
- PAN Amsterdam, RAI (Amsterdam, Nederland), 2014, 2015, 2016, 2017, 2018, 2019, 2021
- Inno Art (Zhubei, Taiwan), 2015
- Collective Consonance, Cultural Affairs Bureau of Hsinchu County (Zhubei, Taiwan), 2015
- Rotterdam Contemporary Art Fair, Cruise Terminal (Rotterdam, Nederland), 2016
- Biënnale van de Schilderkunst, Mudel - Museum van Deinze en de Leiestreek (Deinze, België), 2016
- De-Generaties, De Markten (Brussel, België), 2016
- Art Taipei, Taipei World Trade Center (Taipei, Taiwan), 2016
- Organogenii, Per van der Horst Gallery (Taipei, Taiwan), 2018
- ART NRD, Museum Belvédère (Heerenveen, Nederland), 2018/2019
- Art Beijing, National Agricultural Exhibition Center (Peking, China), 2019
- Artivirals, Maaltebruggekasteel (Gent, België), 2020
- Festival van Vlaanderen, City Forest Garden (Gent, België), 2021
- Apollowlands, Ruimte P60 (Assen, Nederland) / Kunstenhuis (Harelbeke, België), 2021/2022
- North Sea Jazz Art, Rotterdam Ahoy (Rotterdam, Nederland), 2022/2023/2024
- Stille Levens, Venetiaanse Gaanderijen (Oostende, België), 2023
- Triënnale GIST, "Shifting Sceneries" (Zennevallei, Huizingen, België), 2023
- A Pro Pot, Mudel - Museum van Deinze en de Leiestreek (Deinze, België), 2023
- Summer presentation, Chauffeur gallery (Sydney, Australië), 2024
- KunstRAI, Per van der Horst Gallery (Amsterdam, Nederland), 2024
- Claus inspireert, Mudel - Museum van Deinze en de Leiestreek (Deinze, België), 2024
- Human/Nature, Kasteeldomein De Cellen (Oostkamp, België), 2024
- Emile Claus - Prins van het luminisme, Mudel - Museum van Deinze en de Leiestreek (Deinze, België), 2024

## Werk in openbare collecties
- Mudel - Museum van Deinze en de Leiestreek, Deinze, België
- Museum voor Schone Kunsten (Musée des beaux-arts), Doornik (Tournai), België

- Gemeinsame Normdatei: 1197083073
- International Standard Name Identifier: 0000 0005 0110 7894
- Library of Congress Control Number: no2020006557
- Virtual International Authority File: 5242157162080778980007